# خبازي (لون)

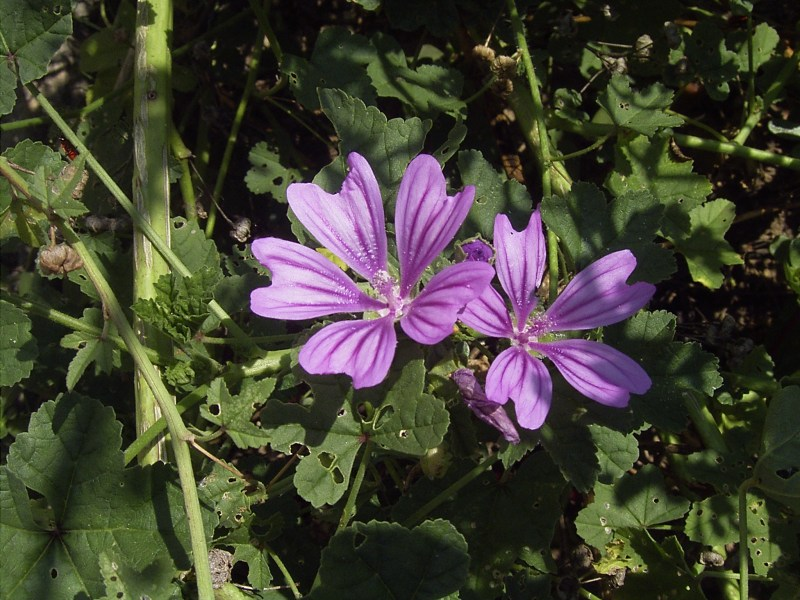
زهرة خبازة برية

الخُبّازي (بالفرنسية: Mauve) هو اللون الأرجواني الزاهي ويأخذ اللون الخبازاء.
اللون الخُبّازي يمتلك تدرجات رمادي وزرقاء أكثر من الأرجواني. العديد من الزهور البرية  الزاهية التي تسمى «زرقاء» هي في الواقع ذات لون خُبّازي. يوصف اللون الخُبّازي أحيانا أيضا بالبنفسجي الفاتح.